# Tetraederstumpf
Der Tetraederstumpf (abgestumpftes Tetraeder oder Friauf-Polyeder) ist ein Polyeder (Vielflächner), das zu den archimedischen Körpern zählt und durch Abstumpfung der Ecken eines Tetraeders entsteht. Anstatt der vier Ecken des Tetraeders befinden sich nun dort vier gleichseitige Dreiecke, die dreieckigen Flächen des Tetraeders werden zu regelmäßigen Sechsecken. Die Friauf-Polyeder sind nach dem Physiker und Chemiker James Byron Friauf (1896–1972) benannt.
Für den Tetraederstumpf gilt die Besonderheit, dass sämtliche Verbindungslinien zwischen den Mittelpunkten angrenzender Flächen gleich lang sind: sie haben alle die Länge a und formen drei gleich große Tetraeder, die einen vierten gleicher Größe vollständig umschließen.
Der zum Tetraederstumpf duale Körper ist das Triakistetraeder.

## Formeln
| Größen eines Tetraederstumpfs mit Kantenlänge a  | Größen eines Tetraederstumpfs mit Kantenlänge a                         |
| ------------------------------------------------ | ----------------------------------------------------------------------- |
| Volumen                                          | {\displaystyle V={\frac {23}{12}}\,a^{3}{\sqrt {2}}}                    |
| Oberflächeninhalt                                | {\displaystyle A_{O}=7\,a^{2}{\sqrt {3}}}                               |
| Umkugelradius                                    | {\displaystyle R={\frac {a}{4}}{\sqrt {22}}}                            |
| Kantenkugelradius                                | {\displaystyle r={\frac {3}{4}}\,a\,{\sqrt {2}}}                        |
| 1. Flächenwinkel (Hexagon–Hexagon) ≈ 70° 31′ 44″ | {\displaystyle \cos \,\alpha _{1}={\frac {1}{3}}}                       |
| 2. Flächenwinkel (Hexagon–Trigon) ≈ 109° 28′ 16″ | {\displaystyle \cos \,\alpha _{2}=-{\frac {1}{3}}}                      |
| Eckenraumwinkel ≈ 0,6082 π                       | {\displaystyle \cos \,\Omega =-{\frac {1}{3}}}                          |
| Sphärizität ≈ 0,77541                            | {\displaystyle \Psi ={\frac {\sqrt[{3}]{2\,116\,\pi }}{14{\sqrt {3}}}}} |

## Kartesische Koordinaten
Die kartesischen Koordinaten der Eckpunkte können lauten, bei Mittelpunkt im Ursprung:
(±3, ±1, ±1),
(±1, ±3, ±1),
(±1, ±1, ±3),
wobei von diesen 24 Koordinaten jene 12 auszuwählen sind, die eine ungerade Zahl an Pluszeichen (1 oder 3) und damit eine gerade an Minuszeichen (2 oder 0) haben, oder umgekehrt.

## Friauf-Polyeder
Der Name Friauf-Polyeder für den Tetraederstumpf geht zurück auf den Chemiker James B. Friauf, der dieses Polyeder als Grundlage des Aufbaus von MgZn2 beschrieb. Das Friauf-Polyeder ist ein typisches Koordinationspolyeder mit der Koordinationszahl 12 in intermetallischen Verbindungen wie den Laves-Phasen. In MgNi2 beispielsweise wird das Magnesium von 12 Nickelatomen in Form eines Friauf-Polyeders umgeben. Die nächsten vier benachbarten Magnesiumatome umgeben das zentrale Magnesiumatom des Friauf-Polyeders in Form eines Tetraeders und befinden sich genau über den Sechsecken, sie werden auch als Kappen bezeichnet. Für dieses vierfach überkappte Friauf-Polyeder ergibt sich somit eine Koordinationszahl von 12 + 4 = 16.